# Cocquio-Trevisago
Cocquio-Trevisago est une commune italienne d'environ 4 800 habitants située dans la province de Varèse dans la région Lombardie dans le nord de l'Italie.

## Toponymie
La première partie du nom vient du latin vulgaire coccum: petite colline, qui deviendra plus tard cocquium par correction, mot d'origine gauloise. La seconde partie vient du nom de personne latin Trebicius avec l'ajout du suffixe d'origine gauloise -acum.

## Administration
| Période                                  | Période  | Identité       | Étiquette | Qualité |
| ---------------------------------------- | -------- | -------------- | --------- | ------- |
| 30/05/2006                               | En cours | Mario Ballarin |           | médecin |
| Les données manquantes sont à compléter. |          |                |           |         |

### Hameaux
Caldana, Cerro, Cocquio, Sant'Andrea, Torre, Trevisago, Bivacco, C.na Stoppada, C.na Laghetti, La Rocca, Bonè, Carnisio, Monte Morto, Prà Camarèe, Ronco, Intello, Mulini, Roncaccio, Sass gross

### Communes limitrophes
| Gemonio | Orino,Azzio       |          |
| Besozzo | Cocquio-Trevisago |          |
|         | Bardello          | Gavirate |